# 민스미트

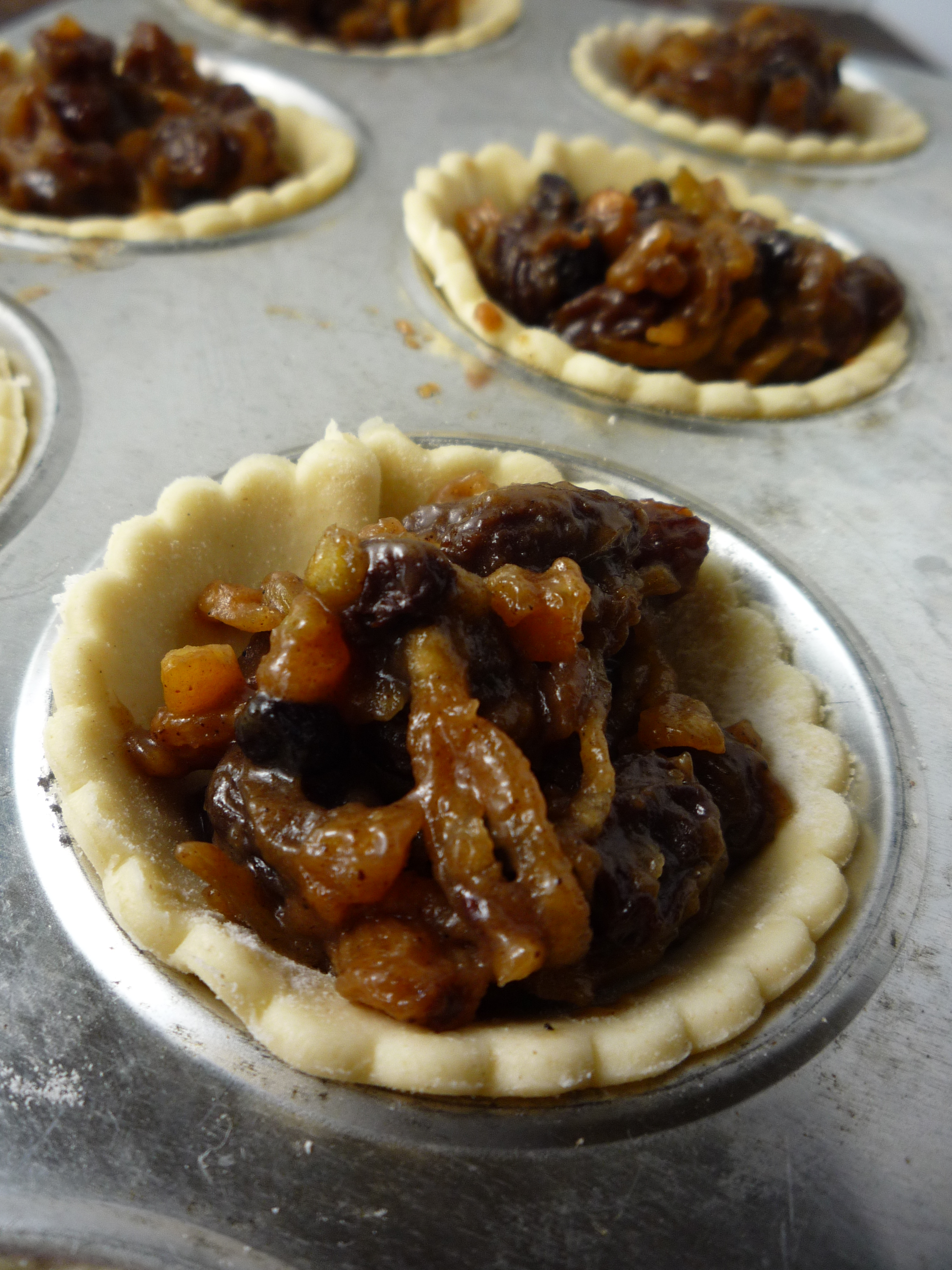
민스미트가 채워진 민스 파이

민스미트(Mincemeat)는 다진 사과와 건과, 증류주 또는 식초, 향신료 및 선택적으로 고기와 두태기름의 혼합물이다. 민스미트는 주로 파이나 페이스트리 속으로 사용된다. 전통적인 민스미트 조리법에는 현대적인 보존 방법이 나오기 전 고기를 보존하는 방법이었기 때문에 고기, 특히 쇠고기나 사슴고기가 포함되었다. 현대적인 조리법은 종종 두태기름을 식물성 쇼트닝이나 다른 기름(예: 코코넛 오일)으로 대체하거나 고기를 생략한다. 그러나 많은 사람들은 휴일을 위해 전통적인 고기 기반 민스미트를 계속 준비하고 제공한다.

## 어원
민스미트의 "민스(mince)"는 중세 영어 mincen과 고대 프랑스어 mincier에서 유래했으며, 둘 다 속라틴어 minutiare(잘게 다진다는 뜻)로 거슬러 올라간다. 민스미트라는 단어는 "잘게 다진 고기"를 의미하는 이전 용어인 minced meat를 각색한 것이다. 고기(meat)는 또한 동물의 살뿐만 아니라 일반적인 음식을 의미하는 용어였다.

## 변형 및 역사

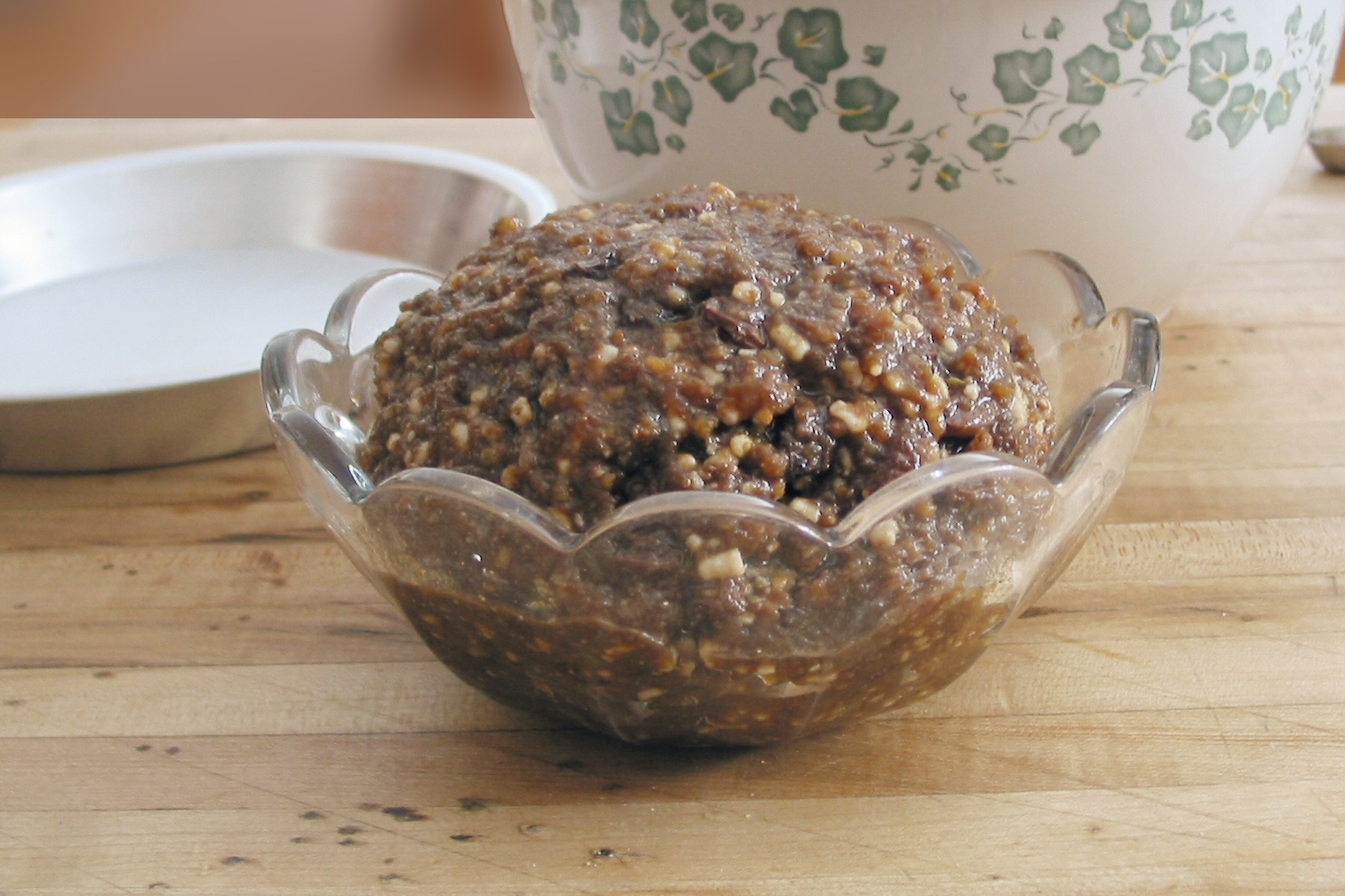
수제 민스미트

15세기, 16세기, 17세기의 영국 조리법은 발효된 고기와 과일 혼합물을 파이 속으로 사용하는 것을 묘사한다. 이 초기 조리법에는 식초와 포도주가 포함되었지만, 18세기에는 브랜디와 같은 증류주가 종종 대체되었다. 정향나무, 육두구, 메이스, 계피와 같은 향신료의 사용은 중세 후기와 르네상스 시대의 고기 요리에서 흔했다. 추가된 설탕으로 인한 단맛의 증가는 민스미트를 덜 짭짤한 저녁 코스로 만들고 디저트 용도로 방향을 돌리는 데 도움이 되었다.

### 16세기 조리법
18세기 중반에서 후반에 이르러 유럽의 민스미트는 구식의, 시골풍의, 또는 가정식 음식과 연관되었다. 빅토리아 시대 영국은 이 요리를 전통적인 크리스마스 축제 음식으로 재활성화했다.

### 19세기 조리법

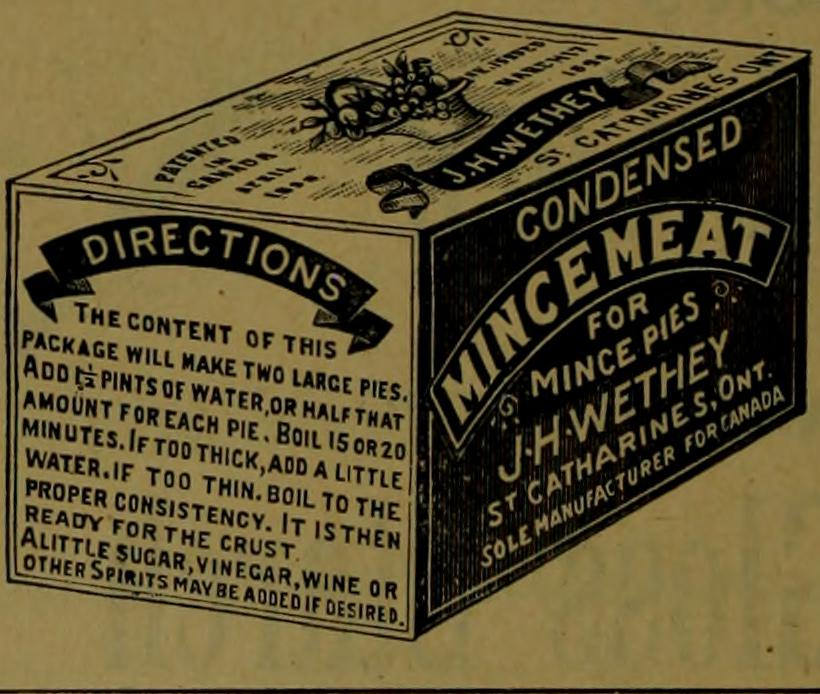
19세기 후반 상업용 민스미트 포장

재료 — 건포도 2파운드, 블랙 코린트 3파운드, 살코기 쇠고기 11⁄2파운드, 두태기름 3파운드, 촉촉한 설탕 2파운드, 시트론 2온스, 설탕에 절인 레몬 껍질 2온스, 설탕에 절인 오렌지 껍질 2온스, 작은 육두구 1개, 포틀의 사과 1개, 레몬 2개의 껍질, 레몬 1개의 즙, 브랜디 1⁄2파인트.
방법 — 건포도는 씨를 빼고 한두 번 자르되 다지지 않는다. 블랙 코린트는 씻고 말린 후 줄기와 모래를 제거한다. 쇠고기와 두태기름은 다지되, 두태기름은 매우 곱게 다져야 한다. 시트론과 설탕에 절인 껍질은 얇게 썰고, 육두구는 강판에 갈고, 사과는 껍질을 벗기고 씨를 제거한 후 다진다. 레몬 껍질은 다지고, 즙은 걸러낸다. 모든 재료가 준비되면 잘 섞고, 다른 재료들이 잘 섞인 후 브랜디를 넣는다. 전체를 항아리에 눌러 담고 공기를 조심스럽게 차단하면 2주 안에 민스미트가 사용 준비가 된다.

### 사과 민스미트
19세기 후반에 "사과 민스미트"는 사과, 두태기름, 블랙 코린트, 황설탕, 건포도, 올스파이스나무, 오렌지 주스, 레몬, 메이스 및 애플 사이더를 사용하지만 고기는 들어가지 않는 "위생적인" 대안으로 추천되었다.
사과, 두태기름, 블랙 코린트, 설탕, 건포도, 오렌지 주스, 레몬, 향신료, 브랜디로 만든 사과 민스미트 조리법이 1910년 아이리시 타임스에 실렸다.
1970년대 책 『음식 보관하기(Putting Food By)』에는 사과 대신 초록 토마토를 사용하여 민스미트를 만드는 유사한 조리법도 있다.

## 20세기
20세기 중반에 이르러 대부분의 민스미트 조리법에는 고기가 포함되지 않았지만, 두태기름이나 버터 형태의 동물성 지방, 또는 식물성 고형 지방이 포함될 수 있었고, 이는 비건으로 만들 수 있었다. 일부 조리법은 계속해서 사슴고기, 다진 쇠고기 등심 또는 다진 심장과 함께 건과, 향신료, 다진 사과, 신선한 감귤류 껍질, 블랙 코린트, 설탕에 절인 과일, 시트론, 그리고 브랜디, 럼, 또는 다른 증류주를 포함한다. 민스미트는 맛을 깊게 하기 위해 숙성되며, 알코올은 고기 단백질을 분해하여 혼합물의 전체적인 질감을 변화시킨다. 보존된 민스미트는 최대 10년까지 보관할 수 있다.
민스미트는 가정에서 만들 수 있다. 주로 고기 없이 유리병, 호일 안감 상자 또는 통에 포장된 상업용 제품이 흔히 판매된다.
민스 파이와 타르트는 크리스마스 휴가 시즌에 자주 소비된다. 미국 북동부에서는 민스미트 파이도 추수감사절 휴일의 전통적인 부분이다.
다른 파이들처럼, 민스 파이도 때때로 치즈, 특히 체다와 함께 제공된다.

## 같이 보기
- Cunningham, Marion. The Fannie Farmer Cookbook. Alfred A. Knopf: 1979. ISBN 0-394-40650-8.
- Kiple, Kenneth F. and Kriemhild Coneè Ornelas. The Cambridge World History of Food. Cambridge University Press: 2000. ISBN 978-0-521-40216-3.